# Fire in the Rain
„Fire in the Rain” – singel szwedzkiego piosenkarza Månsa Zelmerlöwa, który promuje dwa jego wydawnictwa – komplikację Perfectly Re:Damaged oraz album Chameleon. Jest to pierwszy singel z albumu wydanego w 2016 roku. Singel został wydany 4 maja 2016 roku oraz jako fizyczny singiel CD. Autorami tekstu do piosenki są Simon Strömstedt i Fredrik Sonefors. Singel został pokrył się platyną w Szwecji. W Polsce sprzedano 10 000 egzemplarzy tego singla i pokrył się on złotem.

## Teledysk
5 maja 2015 roku został opublikowany teledysk tekstowy, a 12 maja został opublikowany teledysk do singla.

## Lista utworów
- Digital download

1. „Fire in the Rain” – 3:13

- CD

1. „Fire in the Rain” – 3:13
2. „Should’ve Gone Home” – 3:32

## Notowania na listach przebojów
| Kraj    | Lista (2016)    | Najwyższa pozycja |
| ------- | --------------- | ----------------- |
| Szwecja | Singles Top 100 | 31                |

## Certyfikaty
| Kraj    | Certyfikat |
| ------- | ---------- |
| Polska  | Złoto      |
| Szwecja | Platyna    |